# Криворудська волость
Криворудська волость — адміністративно-територіальна одиниця Хорольського повіту Полтавської губернії з центром у селі Казена Крива Руда.
Старшинами волості були:
- 1900 року селянин Іван Мусійович Малишевський[1];
- 1904 року селянин Яків Гаврилович Даценко[2];
- 1913 роках Тимофій Іванович Ярина[3];
- 1915 роках селянин Тимофій Іванович Головань[4].